# Арконада
Арконада (исп. Arconada) — муниципалитет в Испании, входит в провинцию Паленсия в составе автономного сообщества Кастилия и Леон. Муниципалитет находится в составе района (комарки) Тьерра-де-Кампос. Занимает площадь 19,43 км². Население — 47 человек (на 2010 год). Расстояние до административного центра провинции — 44 км.

## Население
| Год  | Численность | Численность |
| ---- | ----------- | ----------- |
| 2023 | 45          | [ 2 ]       |
| 2024 | 44          | [ 1 ]       |